# 林河酒
林河酒是商丘出产的一系列白酒。商丘酿酒历史悠久，但中原大战后当代经济一蹶不振，加之随后而来的抗战，至1930年代末当地所有酒坊全都倒闭停业，所余者均为家庭手工作坊自酿自饮，偶有市沽而已。1952年当局成立国营商丘县林河酒厂生产散装白酒，1968年开始生产瓶装白酒，其后产品多次获奖，并于1983年被人民大会堂选为国宴用酒。林河酒为以高粱为主料、用小麦、大麦、豌豆制曲的大曲浓香型白酒。